# Paulo Bento
Paulo Jorge Gomes Bento (portugál kiejtés: [ˈpawlu ˈbẽtu], Lisszabon, 1969. június 20. –) portugál labdarúgó, labdarúgóedző.

## Edzői statisztika
2022. december 5-én lett frissítve
| Csapat          | Nemzet     | Kezdés               | Vége                 | Eredmény | Eredmény | Eredmény | Eredmény | Eredmény | Eredmény | Eredmény | Eredmény |
| Csapat          | Nemzet     | Kezdés               | Vége                 | M        | Gy       | D        | V        | Gy %     | RG       | KG       | GK       |
| --------------- | ---------- | -------------------- | -------------------- | -------- | -------- | -------- | -------- | -------- | -------- | -------- | -------- |
| Sporting        | Portugália | 2005. október        | 2009. november 5.    | 194      | 117      | 46       | 31       | 60.31    | 311      | 152      | +159     |
| Portugália      | Portugália | 2010. szeptember 20. | 2014. szeptember 11. | 47       | 26       | 12       | 9        | 55.32    | 91       | 49       | +42      |
| Cruzeiro        | brazil     | 2016. május 11.      | 2016. július 25.     | 17       | 6        | 3        | 8        | 35.29    | 23       | 28       | −5       |
| Portugália      | Portugália | 2010. szeptember 20. | 2014. szeptember 11. | 44       | 24       | 11       | 9        | 54.55    | 85       | 48       | +37      |
| Olympiakos      | görög      | 2016. augusztus 11.  | 2017. március 6.     | 40       | 26       | 8        | 6        | 65       | 69       | 22       | +47      |
| Csungking Lifan | kína       | 2017. december 11.   | 2018. július 22.     | 15       | 5        | 2        | 8        | 33.33    | 20       | 20       | 0        |
| Dél-korea       | korea      | 2018. augusztus 17.  | 2022. december 5.    | 57       | 35       | 13       | 9        | 61.4     | 100      | 46       | +54      |
| Összesen        | Összesen   | Összesen             | Összesen             | 370      | 215      | 84       | 71       | 58.11    | 614      | 317      | +297     |

## Sikerei, díjai

### Játékosként
- Estrela Amadora: 
  - Portugál kupa: 1989–90
- Benfica: 
  - Portugál kupa: 1995–96
- Sporting: 
  - Portugál bajnokság: 2001–02
  - Portugál kupa: 2001–02
  - Portugál szuperkupa: 2002

### Edzőként
- Sporting: 
  - Portugál kupa: 2006–07, 2007–08
  - Portugál szuperkupa: 2007, 2008
  - Portugál ligakupa: döntős: 2007–08, 2008–09